# Jakob Krall
Jakob Krall (* 27. Juli 1857 in Volosca; † 27. April 1905 in Wien) war ein österreichischer Ägyptologe.

## Leben
Jakob Krall studierte von 1875 bis 1878 an der Universität Wien, wo er 1879 promoviert wurde. Sein Lehrer waren der Historiker Max Büdinger, dessen Tochter Emma Büdinger er heiratete, der Ägyptologe Leo Reinisch und der Orientalist David Heinrich Müller. Er habilitierte sich 1881 an der Universität Wien für alte Geschichte des Orients, wurde 1890 außerordentlicher Professor, 1897 titular ordentlicher Professor, 1900 ordentlicher Professor ad personam für alte Geschichte des Orients, 1904 dazu Ordinarius für Ägyptologie. Ab 1898 war er auch Honorarkustos an der Wiener Papyrussammlung und bearbeitete demotische, koptische und griechische Papyri.
Zunächst mehr an Quellenforschung und Chronologie interessiert, wandte Jakob Krall sich nach seiner Ägyptenreise 1885 stärker historisch-geographischen Studien zu. Sein Name ist heute noch mit der Agramer Mumienbinde verbunden, deren Text er als Erster als etruskisch erkannte.
Er war Mitglied der Akademie der Wissenschaften in Wien.
Nach seinem Tod am 27. April 1905 wurde Jakob Krall auf dem Wiener Zentralfriedhof bestattet.
Im Jahr 1962 wurde in Wien-Donaustadt (22. Bezirk) die Krallgasse nach ihm benannt.

## Veröffentlichungen (Auswahl)
- Studien zur Geschichte des alten Ägyptens. 4 Bände, Wien 1881–1891 (Digitalisat).
- Die etruskischen Mumienbinden des Agramer National-Museums. F. Tempsky, Wien 1892 (Digitalisat).
- Koptische Texte. Band 1 (= Corpus papyrorum Raineri archiducis Austriae. Band 2, Nr. 1). Wien 1895.